# Racer X
Racer X fue una banda estadounidense de heavy metal y speed metal fundada en 1985 en Los Ángeles, California. Liderada por el guitarrista Paul Gilbert, lograron un importante reconocimiento en los bares de la ciudad californiana debido a su estilo rápido y técnico. Más tarde, con la inclusión de Bruce Bouillet crearon una armonía sincronizada de guitarras que llegó a redefinir su sonido gracias al disco Second Heat de 1987. A pesar de que su popularidad iba al alza a finales de la década, en 1988 Gilbert optó por renunciar a la agrupación para fundar junto con el bajista Billy Sheehan la banda Mr. Big, que significó que en 1989 Racer X cesara sus actividades.
En 1999, Racer X volvió a los escenarios con su clásica formación integrada por Jeff Martin como vocalista, Gilbert en la guitarra, Juan Alderete en el bajo y Scott Travis en la batería, mientras que Bouillet no quiso participar de esta reunión. En esta segunda etapa lanzaron dos álbumes de estudio y dos en vivo, hasta que a finales de 2002 decidieron separarse indefinidamente para enfocarse en sus respectivos proyectos musicales.

## Historia

### Inicios y su primer álbum
La historia de la banda se remonta a 1982 cuando Paul Gilbert envió una maqueta a la revista Guitar Player, que atrajo la atención de Mike Varney —productor y dueño de Shrapnel Records— que por ese entonces escribía su columna «Spotlight».  Dos años después se trasladó a Los Ángeles para inscribirse en el Guitar Institute of Technology (G.I.T.), en donde conoció a los también estudiantes Juan Alderete y Harry Gschoesser. Al poco tiempo los tres decidieron crear una banda, pero al no tener vocalista, Gilbert solicitó la ayuda de Varney para que les consiguiera uno. Finalmente, gracias al productor estadounidense conocieron a Jeff Martin, que por ese entonces era cantante de la banda Surgical Steel. Luego que Gilbert se graduó del G.I.T. en 1985, la banda se enfocó en grabar su primer álbum con Varney como productor. Como Martin aún vivía en Phoenix, por ende no podía ser parte de las grabaciones de las canciones en Los Ángeles, el resto de Racer X grababa las maquetas y se las enviaba a su casa para que él escribiera las letras. Al final, el cuarteto musical se trasladó a Cotati, California, para registrar su disco debut Street Lethal que salió al mercado el 1 de enero de 1986 a través del sello Shrapnel. Tras la publicación de su primera producción, Racer X rápidamente llamó la atención de los distintos bares del Sunset Strip de Los Ángeles, mientras que Gilbert pronto fue llamado como uno de los nuevos exponentes del metal neoclásico.

### Cambios en la alineación y la separación
Después de la publicación de Street Lethal, Gilbert optó por seguir enseñando en el GIT con el objetivo de asegurar mejores ingresos salariales. En su calidad de profesor conoció a varios estudiantes, pero Bruce Bouillet le llamó la atención por su talento y por lo rápido que aprendía cada técnica que él le enseñaba. Debido a ello, Gilbert lo invitó a unirse a la banda y creó una armonía sincronizada de guitarras que llegó a redefinir el sonido de Racer X. Por su parte, en 1986 Harry renunció porque su visa había expirado, que lo obligó a regresar a su natal Austria. En primera instancia, contrataron a Todd DeVito para suplantar su puesto, pero finalmente optaron por Scott Travis, que por ese entonces tocaba la batería en la banda Hawk. Conformada esta segunda alineación, todos sus integrantes se trasladaron a los estudios Prairie Sun Recording de Cotati para grabar su segundo álbum Second Heat, publicado en febrero de 1987 por Shrapnel.
Luego del lanzamiento de Second Heat la popularidad de Racer X aumentó, llenando en varias ocasiones los recintos The Roxy, The Trobadour y Contry Club de la ciudad californiana, en donde se grabó material para las futuras producciones en vivo Extreme Volume Live (1988) y Extreme Volume II Live (1992). A pesar de que la popularidad y los conciertos iban al alza, Gilbert renunció a la banda para formar una nueva agrupación junto con el bajista de Talas, Billy Sheehan, la que se concretó en 1989 con el nombre de Mr. Big. Su repentina salida llevó al resto de Racer X a contratar a Chris Arvan como nuevo guitarrista, que también pertenecía a Shrapnel pero que nunca lanzó un álbum con el sello. Al poco tiempo Martin también se alejó de la banda, por ello se les unió el vocalista de Lynch Mob, Oni Logan, para completar las últimas presentaciones ya firmadas. Tras ello, Racer X optó por separarse a mediados de 1989.

### Años posteriores y el regreso
Con la separación de la banda cada uno de los integrantes inició posteriores proyectos musicales. Jeff Martin formó una banda de corta duración llamada Bad Dog, junto con el baterista Todd DeVito y al exguitarrista de War & Peace, Russ Parrish, conocido por ser miembro de Fight y Steel Panther. Tras la separación de la banda, Martin se unió como baterista a Badlands del guitarrista Jake E. Lee, labor que siguió en distintas agrupaciones con el pasar de los años. Por su parte, Juan Alderete, Bruce Bouillet y Scott Travis se asociaron con el exvocalista de Angora, John Corabi, y fundaron Black Cloud, que más tarde pasó a llamarse The Scream. A los pocos meses después Martin le comunicó a Travis el interés de Judas Priest de contratarlo como sustituto de Dave Holland, que renunció a la banda por problemas personales. Con la ayuda de Martin, Travis grabó un vídeo tocando tres canciones clásicas de los ingleses y se envió a España donde se encontraban los integrantes de la banda. A los pocos días ingresó oficialmente a Judas Priest a fines de 1989, que significó su salida de The Scream.
En 1997, Gilbert renunció a Mr. Big para iniciar una carrera como solista con el disco King of Clubs (1998), que contó con la participación de Bouillet en la guitarra, Alderete en el bajo y Martin en la batería en algunas canciones. Esto motivó a los músicos para reunirse después de diez años, aunque Bouillet fue el único que no quiso participar. En 1999 salió a la venta su álbum de reunión Technical Difficulties, que recibió buenas críticas por parte de la prensa especializada y una buena recepción comercial sobre todo en Japón. Al año después pusieron en el mercado Superheroes, que contó con un concepto extraño de vestimenta ya que cada uno de los músicos creó un personaje de ficción: Gilbert se convirtió en Electric Bat, Martin en Motorman, Alderete en The X-tinguisher y Travis en Cowboy Axe. El álbum fue promocionado con una gira por diversos recintos, cuyo primer concierto de su reunión se celebró el 25 de mayo de 2001 en el Whisky a Go Go de Los Ángeles, el que fue grabado y lanzado como álbum en vivo con el título de Snowball of Doom. En enero de 2002 se presentaron en cuatro ciudades japonesas en donde se grabó el doble álbum en vivo Snowball of Doom 2, que salió a la venta en diciembre del mismo año en Japón. Además, en el mismo año se puso a la venta Getting Heavier, que hasta entonces es el último álbum de la banda, ya que al poco tiempo optaron por tomarse un receso indefinido.

### Hiato y breve reunión
Después del lanzamiento de Getting Heavier sus miembros optaron por separarse en buenos términos para enfocarse en sus proyectos personales. Gilbert retomó su carrera en solitario y ha publicado una serie de discos con gran éxito en Japón; Martin ha grabado y girado como baterista junto a otros artistas como George Lynch, Kevin DuBrow y Michael Schenker, y en 2006 inició su carrera como solista con el álbum The Fool. Alderete se unió a The Mars Volta en 2003 con los que grabó varios álbumes, hasta que en 2012 se tomaron un receso, mientras que Travis continuó su trabajo con Judas Priest. El 17 de enero de 2009 la alineación conformada por Gilbert, Martin, Alderete y Travis dieron un concierto único de reunión en el Sheraton Park Hotel Ballroom de California, en el marco del show NAMM 2009. El evento fue realizado por la fábrica de guitarras Ibanez, en conmemoración del 20 aniversario de la PGM Guitar fabricada exclusivamente para Gilbert en 1989.

## Miembros
- Jeff Martin: voz (1985-1989, 1999-2002)
- Paul Gilbert: guitarra líder y rítmica (1985-1988, 1999-2002)
- Juan Alderete: bajo (1985-1989, 1999-2002)
- Scott Travis: batería (1986-1989, 1999-2002)

### Antiguos miembros
- Harry Gschoesser: batería (1985-1986)
- Bruce Bouillet: guitarra líder y rítmica (1986-1989)
- Todd DeVito: batería (1986)
- Chris Arvan: guitarra líder y rítmica (1988-1989)
- Oni Logan: voz (1989)

## Discografía
| Álbumes de estudio - 1986: Street Lethal - 1987: Second Heat - 1999: Technical Difficulties - 2000: Superheroes - 2002: Getting Heavier | Álbumes en vivo - 1988: Extreme Volume Live - 1992: Extreme Volume II Live - 2001: Snowball of Doom - 2002: Snowball of Doom 2 |